# Hansaviertel (Rostock)
Lo Hansaviertel («quartiere anseatico») è un quartiere della città tedesca di Rostock.